# Ä' vi gifta?
Ä' vi gifta? är en svensk komedifilm från 1936 i regi av Ragnar Arvedson och Tancred Ibsen.

## Handling
Den kända musikern och kompositören Åke Kjellberg vaknar upp i en lyxvåning i Stockholm som han fått låna av portvakten Olsson och hans fru. Åke har ont om pengar och hoppas kunna sälja en operett. Under tiden spelar han på gårdar och matstället Alberta där han träffar Fingal Doffzén, en före detta kapellmästare. Mitt i depressionen kommer ett brev från musikförläggare Hylén och Åke inbjuds att spela upp sin operett klockan tre. När Åke kommer till musikförlaget uppstår oväntat trassel när en äldre dansös kommer in på kontoret och börjar dansa med honom. Det får dock ett slut när Hyléns dotter Monia gör entré.
Åke förälskar sig omedelbart i Monia och på kvällen komponerar han en sång till henne, men när han ska spela upp den på förlaget blir han tillfrågad att vara musiker på en lyxrestaurang tillsammans med Fingal. In på restaurangen kommer sedan Monia som hyrt våningen där Åke bor.

## Om filmen
Filmen premiärvisades 9 mars 1936. Den spelades in vid Irefilms ateljé i Stockholm med exteriörer från Stockholm av Ernst Westerberg. Som förlaga har man Walter W. Ellis pjäs Almost a Honeymoon (Nästan gifta) som uruppfördes på Garrick Theatre i London 1930, med svensk premiär på Vasateatern i Stockholm. Pjäsen har filmats två gånger i England 1930 i regi av Monty Banks och 1938 i regi av Norman Lee
Denna lite ekivoka, lätt rokokoartade komedi hörde till de filmer som Carl Björkman särskilt tog upp i sitt senare bekanta angrepp på svensk film som kulturfara vid Konserthusdebatten 1937, tryckt i broschyren ”Svensk film - kultur eller kulturfara”. Inslaget med en man som i berusat tillstånd tar på sig kvinnokläder väckte definitivt inte hans bevågenhet.

## Roller i urval
- Adolf Jahr - Åke Kjellberg, musiker och kompositör
- Nils Wahlbom - Fingal Doffzén, f.d. kapellmästare
- Eleonor de Floer - Monia Hylén
- Einar Axelsson - Bo Brehmerfeldt, Monias fästman
- Karin Ekelund - Aino Linde
- Stig Järrel - maestro O. Toni, violinist och kompositör
- Gösta Cederlund - direktör Birger Hylén, musikförläggare, Monias far
- Margit Andelius - Charlotte Hylén, Monias mor
- Hjördis Petterson - dansös
- Olav Riégo - herr Pettersson, direktör Hyléns medhjälpare
- Nils Johannisson - direktör Fredrik Millner
- Ludde Juberg - Olsson, portvakt
- Ruth Weijden - Anna Olsson, portvaktfru
- Erik Johansson - kaféföreståndaren
- Mona Geijer-Falkner - kafékassörskan

## Filmmusik i urval
- Monia, kompositör och text  Jacques Armand
- Mors lilla Olle, kompositör Alice Tegnér, text 1851 Wilhelm von Braun, textbearbetning 1895 Alice Tegnér